# 弗勒格尔恩
弗勒格尔恩（德語：Flögeln，發音：[ˈfløːgl̩n]）是德国下萨克森州库克斯港县曾经的一个市镇，面积25.26平方千米，2013年12月31日人口为626人。2015年1月1日，弗勒格尔恩与另外8个市镇合并为新市镇盖斯特兰。